# Saint-Julien-Molhesabate
Saint-Julien-Molhesabate är en kommun i departementet Haute-Loire i regionen Auvergne-Rhône-Alpes i centrala Frankrike. Kommunen ligger i kantonen Montfaucon-en-Velay som tillhör arrondissementet Yssingeaux. År 2022 hade Saint-Julien-Molhesabate 165 invånare.

## Befolkningsutveckling
Antalet invånare i kommunen Saint-Julien-Molhesabate
| Referens: INSEE |